# Distretto di Bajantės
Il distretto di Bajantės è uno dei ventiquattro distretti (sum) in cui è suddivisa la provincia del Zavhan, in Mongolia. Conta una popolazione di 3.024 abitanti (censimento 2005). 